# Список армий Вооружённых сил СССР (1989—1991)

Список армий Вооружённых Сил СССР (1989—1991) — список армий в составе Вооружённых Сил СССР по состоянию на 1989—1991 годы и по их состоянию в Вооружённых Силах государств бывшего СССР на 2018 год.
- Примечание:

1. В связи с разночтениями в различных источниках, в списке могут присутствовать неточности;
2. Прочерк в графе «Предшественник» означает что армия являлась вновь созданным формированием;
3. Прочерк в графе «1992 год Переход под юрисдикцию» означает, что армия была расформирована не оказавшись под юрисдикцией какого-либо из государств бывшего СССР;
4. Во всех разделах в графе «Создана» указан год, в который формирование получило приведённое полное наименование. Год создания формирования являвшегося предшественником армии не приводится, как и не рассматривается история преобразований всех предшествовавших ей формирований;
5. Перечень использованных общих условных сокращений приводится в конце статьи. Узкоспециализированные сокращения для некоторых типов армии, раскрываются в заглавии разделов.

## Сухопутные войска
В данный раздел входят армии находившиеся в подчинении Главнокомандующего сухопутными войсками.

### Общевойсковые армии
Полный список общевойсковых армий (21 объединение), существовавших в составе Сухопутных войск в период с 1989 по 1991 годы
- Примечание:

1. вдд — сокращение от воздушно-десантная дивизия;
2. гв. — гвардейская;
3. мсд — мотострелковая дивизия;
4. пулад — пулемётно-артиллерийская дивизия;
5. тд — танковая дивизия;
6. УР — укрепрайон.

| Общевойсковая армия (полное наименование)            | Создана | Предшественник                              | Принадлежность к объединению (военный округ или группа войск), дислокация управления, 1989-1991 | Дивизии и укрепрайоны в составе армии                                                         | 1992 год Переход под юрисдикцию | Переформирования, смена дислокации управления, состояние на 2018 |
| ---------------------------------------------------- | ------- | ------------------------------------------- | ----------------------------------------------------------------------------------------------- | --------------------------------------------------------------------------------------------- | ------------------------------- | --- |
| 1-я гвардейская общевойсковая Краснознамённая армия  | 1968    | 1-я отдельная общевойсковая армия           | КВО, Чернигов, Черниговская область, УССР                                                       | 25-я гв. мсд 41-я гв. тд 47-я мсд 72-я гв. мсд 200-я мсд 204-я мсд                            | Украина                         | Управление 1-й гвардейской общевойсковой армии было переформировано в 1992 году в управление 1-го армейского корпуса. В 1996 году корпус был расформирован |
| 3-я общевойсковая Краснознамённая армия              | 1954    | 3-я Ударная армия                           | ГСВГ, Магдебург, Германия                                                                       | 7-я гв. тд 10-я гв. тд 12-я гв. тд 47-я гв. тд                                                | —                               | Управление 3-й армии было передислоцировано в Хабаровск и расформировано в марте 1992 года |
| 4-я общевойсковая Краснознамённая армия              | 1944    | 34-я армия                                  | ЗакВО, Баку, АзССР                                                                              | 23-я гв. мсд 60-я мсд 75-я мсд 295-я мсд 49-я мсд                                             | —                               | В августе 1992 года управление 4-й армии было расформировано |
| 5-я общевойсковая Краснознамённая армия              | 1941    | —                                           | ДВО, Уссурийск, Приморский край, РСФСР                                                          | 29-я мсд 40-я мсд 129-я гв. пулад 199-я мсд 127-я пулад 4-й УР 5-й УР 13-й УР 15-й УР 20-й УР | Россия                          | Дислокация управления не изменилась |
| 6-я общевойсковая Краснознамённая армия              | 1952    | 31-й стрелковый корпус                      | ЛенВО, Петрозаводск, КАССР, Россия                                                              | 54-я мсд 111-я мсд 131-я мсд 16-я мсд 109-я мсд 116-я мсд                                     | Россия                          | В 1998 году управление 6-й общевойсковой армии было расформировано |
| 7-я гвардейская общевойсковая Краснознамённая армия  | 1943    | 64-я армия                                  | ЗакВО, Ереван, АрССР                                                                            | 15-я мсд 127-я мсд 164-я мсд 7-й УР 9-й УР                                                    | —                               | В августе 1992 года управление 7-й гвардейской армии было расформировано |
| 8-я гвардейская общевойсковая ордена Ленина армия    | 1943    | 62-я армия                                  | ГСВГ, Нора, Германия                                                                            | 27-я гв. мсд 37-я гв. мсд 57-я гв. мсд 79-я гв. тд                                            | Россия                          | Управление 8-й гвардейской армии было передислоцировано в 1993 году в Волгоград и переформировано в управление 8-го армейского корпуса |
| 11-я гвардейская общевойсковая Краснознамённая армия | 1943    | 16-я армия                                  | ПрибВО, Калининград, РСФСР                                                                      | 1-я гв. мсд 1-я гв. тд 26-я гв. мсд 40-я гв. тд 18-я гв. мсд                                  | Россия                          | В 1997 году управление 11-й гвардейской общевойсковой армии было переформировано в управление Сухопутных и береговых войск Балтийского флота. В апреле 2016 года преемником объединения стал созданный 11-й армейский корпус в составе Балтийского флота. Дислокация не изменилась |
| 13-я общевойсковая Краснознамённая армия             | 1941    | —                                           | ПрикВО, Ровно, Ровенская область, УССР                                                          | 51-я гв. мсд 97-я гв. мсд 161-я мсд 83-я мсд 275-я мсд                                        | Украина                         | В январе 1992 года управление 13-й общевойсковой армии было переформировано в управление 13-го армейского корпуса. В ноябре 2013 года управление корпуса переформировано в Оперативное командование «Запад». Дислокация не изменилась                                              |
| 14-я гвардейская общевойсковая Краснознамённая армия | 1956    | 10-й гвардейский стрелковый корпус          | ОдВО, Тирасполь, МССР                                                                           | 59-я гв. мсд 86-я гв. мсд 180-я мсд 158-я мсд 208-я мсд                                       | Россия                          | В апреле 1995 года управление 14-й гвардейской общевойсковой армии было переформировано в управление Оперативной группы российских войск в Приднестровье. Дислокация не изменилась                                                                                                 |
| 15-я общевойсковая армия                             | 1953    | Управление Дальневосточного военного округа | ДВО, Хабаровск, Хабаровский край, РСФСР                                                         | 73-я мсд 81-я гв. мсд 135-я мсд 270-я мсд 2-й УР 17-й УР                                      | Россия                          | В начале 1990-х годов управление 15-й армии было переформировано в управление 43-го армейского корпуса |
| 20-я гвардейская общевойсковая Краснознамённая армия | 1957    | 4-я гвардейская механизированная армия      | ГСВГ, Эберсвальде-Финов, Германия                                                               | 25-я тд 32-я гв. тд 35-я мсд 90-я гв. тд                                                      | Россия                          | Управление 20-й гвардейской общевойсковой армии было передислоцировано в 1993 году в Воронеж и переформировано в управление 20-й гвардейской танковой армии |
| 22-я гвардейская общевойсковая армия                 | 1990    | 13-й гвардейский армейский корпус           | МВО, Нижний Новгород, Нижегородская область, РСФСР                                              | 60-я тд 89-я мсд 225-я мсд                                                                    | Россия                          | В июне 2009 года управление 22-й армии было расформировано |
| 28-я общевойсковая Краснознамённая армия             | 1942    | —                                           | БелВО, Гродно, Гродненская область, БССР                                                        | 6-я гв. тд 28-я тд 76-я тд 50-я гв. мсд                                                       | Белоруссия                      | В июне 1993 года управление 28-й общевойсковой армии было переформировано в 28-й армейский корпус. В декабре 2002 года управление корпуса переформировано в Западное оперативное командование                                                                                      |
| 32-я общевойсковая армия                             | 1971    | 1-й армейский корпус                        | САВО → ТуркВО, Семипалатинск, КазССР                                                            | 155-я мсд 203-я мсд 78-я тд 71-я мсд 10-й УР                                                  | Казахстан                       | В июне 1991 года 32-я общевойсковая армия была переименована в 40-ю общевойсковую армию. На основе управления 40-й армии в апреле 1993 года создано управление Сухопутных войск ВС РК                                                                                              |
| 35-я общевойсковая армия                             | 1969    | 29-й армейский корпус                       | ДВО, Белогорск, Амурская область, РСФСР                                                         | 21-я мсд 67-я мсд 126-я пулад 265-я мсд 266-я мсд 12-й УР                                     | Россия                          | |
| 36-я общевойсковая армия                             | 1976    | 86-й армейский корпус                       | ЗабВО, Борзя, Читинская область, РСФСР                                                          | 11-я гв. мсд 38-я гв. мсд 122-я гв. мсд 11-й УР 14-й УР 16-й УР 18-й УР 19-й УР               | Россия                          | В июне 1989 года управление 36-й армии было переформировано в управление 55-го армейского корпуса, который был расформирован в 1994 году |
| 38-я общевойсковая Краснознамённая армия             | 1942    | 4-я резервная армия                         | ПрикВО, Ивано-Франковск, Ивано-Франковская область, УССР                                        | 17-я гв. мсд 70-я гв. мсд 128-я гв. мсд 146-я мсд 276-я мсд                                   | Украина                         | В январе 1992 года управление 38-й общевойсковой армии было переформировано в управление 38-го армейского корпуса. Корпус расформирован в 2003 году |
| 39-я общевойсковая армия                             | 1970    | —                                           | ЗабВО, Улан-Батор, Монголия                                                                     | 2-я гв. тд 51-я тд 12-я мсд 41-я мсд 91-я мсд                                                 | Россия                          | В сентябре 1992 года, по окончании вывода войск из Монголии, управление 39-й армии было расформировано |
| 40-я общевойсковая армия                             | 1979    | —                                           | ТуркВО, Кабул, Афганистан                                                                       | 5-я гв. мсд 108-я мсд 201-я мсд 103-я гв. вдд                                                 | —                               | В марте 1989 года управление 40-й армии было переформировано в управление 59-го армейского корпуса с дислокацией в Самарканде, который был расформирован в 1992 году |
| 51-я общевойсковая армия                             | 1977    | 2-й армейский корпус                        | ДВО, Южно-Сахалинск, Сахалинская область, РСФСР                                                 | 18-я пулад 33-я мсд 79-я мсд                                                                  | Россия                          | В начале 1990-х годов управление 51-й армии было переформировано в управление 68-го армейского корпуса |

### Танковые армии
Полный список танковых армий (6 объединений), существовавших в составе Сухопутных войск в период с 1989 по 1991 годы
- Примечание:

1. гв. — сокращение от гвардейская;
2. мсд — мотострелковая дивизия;
3. тд — танковая дивизия;

| Танковая армия (полное наименование)           | Создана | Предшественник                         | Принадлежность к объединению (военный округ или группа войск), дислокация управления, 1989-1991 | Дивизии в составе армии                                                 | 1992 год Переход под юрисдикцию | Переформирования, смена дислокации управления, состояние на 2018 |
| ---------------------------------------------- | ------- | -------------------------------------- | ----------------------------------------------------------------------------------------------- | ----------------------------------------------------------------------- | ------------------------------- | --- |
| 1-я гвардейская танковая Краснознамённая армия | 1944    | 1-я танковая армия                     | ГСВГ, Дрезден, Германия                                                                         | 9-я тд 11-я гв. тд 20-я гв. мсд                                         | Россия                          | Управление 1-й гвардейской танковой армии было в 1994 году передислоцировано в Смоленск и переформировано в управление 1-й общевойсковой армии. В 2014 году управление 1-й гвардейской танковой армии воссоздано в Одинцово Московской области. Дислокация не изменилась                              |
| 2-я гвардейская танковая Краснознамённая армия | 1944    | 2-я танковая армия                     | ГСВГ, Фюрстенберг, Германия                                                                     | 16-я гв. тд 21-я мсд 94-я гв. мсд 207-я мсд                             | Россия                          | Управление 2-й гвардейской танковой армии было в 1993 году передислоцировано в Самару и переформировано в управление 2-й гвардейской общевойсковой армии |
| 5-я гвардейская танковая Краснознамённая армия | 1957    | 5-я гвардейская механизированная армия | БелВО, Бобруйск, Могилёвская область, БССР                                                      | 8-я гв. тд 29-я тд 193-я тд 84-я мсд                                    | Белоруссия                      | В августе 1992 года управление 5-й гвардейской танковой армии было переформировано в управление 5-го армейского корпуса. Расформирован в 2001 году |
| 6-я гвардейская танковая Краснознамённая армия | 1957    | 6-я гвардейская механизированная армия | КВО, Днепропетровск, Днепропетровская область, УССР                                             | 17-я гв. тд 22-я гв. тд 42-я гв. тд 75-я гв. тд 52-я тд 58-я тд 64-я тд | Украина                         | В июле 1993 года управление 6-й гвардейской танковой армии было переформировано в управление 6-го армейского корпуса. В ноябре 2013 года управление корпуса переформировано в Оперативное командование «Юг». Дислокация не изменилась.                                                                |
| 7-я танковая Краснознамённая армия             | 1957    | 7-я механизированная армия             | БелВО, Борисов, Минская область, БССР                                                           | 3-я гв. тд 34-я тд 37-я гв. тд 267-я мсд                                | Белоруссия                      | В августе 1993 года управление 7-й танковой армии было переформировано в управление 7-го армейского корпуса. В 1994 году корпус переименован в 65-й армейский корпус. В декабре 2001 года 65-й армейский корпус был преобразован в Северо-западное оперативное командование. Дислокация не изменилась |
| 8-я танковая Краснознамённая армия             | 1957    | 8-я механизированная армия             | ПрикВО, Житомир, Житомирская область, УССР                                                      | 23-я тд 30-я гв. тд 50-я тд                                             | Украина                         | В декабре 1993 года управление 8-й танковой армии было переформировано в управление 8-го армейского корпуса. Корпус расформирован в 2015 году |

## Воздушные армии ВВС
Полный список воздушных армий (18 объединений), существовавших в составе ВВС СССР в период с 1989 по 1991 годы
- Примечание: сокращения

1. адиб/апиб  — авиационная дивизия истребителей-бомбардировщиков / авиационный полк истребителей-бомбардировщиков;
2. бад/бап — бомбардировочная авиационная дивизия / бомбардировочный авиационный полк;
3. ВВС —  военно-воздушные силы (применительно к военному округу или группе войск);
4. втап — военно-транспортный авиационный полк;
5. гв. — сокращение от гвардейская;
6. драп/орап — дальний разведывательный авиационный полк / отдельный разведывательный авиационный полк;
7. иад/иап — истребительная авиационная дивизия / истребительный авиационный полк;
8. оап — отдельный авиационный полк;
9. овп — отдельный вертолётный полк;
10. осап — отдельный смешанный авиационный полк;
11. отвп — отдельный транспортный вертолётный полк;
12. ошап — отдельный штурмовой авиационный полк;
13. тбад — тяжёлая бомбардировочная авиационная дивизия.
14. уап — учебный авиационный полк;

| Воздушная армия (полное наименование)                                         | Создана | Предшественник                                            | Принадлежность к объединению (военный округ или группа войск), дислокация управления, 1989-1991 | Дивизии и отдельные полки в составе армии                                                                                       | 1992 год Переход под юрисдикцию | Переформирования, смена дислокации управления, состояние на 2018 |
| ----------------------------------------------------------------------------- | ------- | --------------------------------------------------------- | ----------------------------------------------------------------------------------------------- | --- | ------------------------------- | --- |
| 1-я воздушная Краснознамённая армия                                           | 1957    | 29-я и 54-я воздушная армия                               | ДВО, Хабаровск, РСФСР                                                                           | 20-я иад 40-я иад 33-я иад 303-я адиб 26-й гв. апиб 229-й апиб 293-й апиб 277-й бап 387-й шап 799-й орап 257-й осап             | Россия                          | В мае 1998 года управление 1-й воздушной армии было переформировано в управление 11-й армии ВВС и ПВО. Дислокация не изменилась |
| 4-я воздушная армия Верховного Главнокомандования                             | 1968    | ВВС ЦГВ                                                   | Ставка верховного главнокомандования, Легница, Польша                                           | 132-я бад 149-я бад 239-я иад 151-й оап РЭБ 688-й отвп 55-й овп                                                                 | Россия                          | В августе 1992 года управление 4-й воздушной армии было передислоцировано в Ростов-на-Дону. В июне 1997 года управление 4-й воздушной армии было переформировано в управление 4-й армии ВВС и ПВО. Дислокация не изменилась |
| 5-я воздушная армия                                                           | 1988    | ВВС ОдВО                                                  | ОдВО, Одесса, УССР                                                                              | 119-я иад 190-й иап 642-й гв. апиб 827-й орап                                                                                   | Россия                          | В августе 1992 года управление 5-й воздушной армии было переформировано в управление 5-го авиационного корпуса. В 2004 году слиянием 5-го авиационного корпуса и 60-го корпуса ПВО было создано Воздушное командование «Юг». Дислокация не изменилась |
| 14-я воздушная армия                                                          | 1988    | ВВС ПрикВО                                                | ПрикВО, Львов, УССР                                                                             | 289-я бад 533-я иад 48-й гв. орап 452-й ошап                                                                                    | Украина                         | В августе 1992 года управление 14-й воздушной армии было переформировано в управление 14-го авиационного корпуса. В 2004 году слиянием 14-го авиационного корпуса и 28-го корпуса ПВО было создано Воздушное командование «Запад» |
| 16-я воздушная Краснознамённая армия                                          | 1988    | ВВС ГСВГ                                                  | ГСВГ, Вюнсдорф, Германия                                                                        | 6-я гв. иад 16-я гв. иад 126-я иад 105-я адиб 125-я адиб 357-й ошап 368-й ошап 11-й орап 931-й гв. орап 226-й сап 239-й гв. овп | Россия                          | Управление 16-й воздушной армии в ноябре 1993 года было передислоцировано в н.п. Кубинка Московской области. В ноябре 1998 года было переформировано в управление 16-го смешанного авиационного корпуса. В феврале 2002 года управление 16-го корпуса было обратно переформировано в управление 16-й воздушной армии. В августе 2009 года управление 16-й воздушной армии было расформировано |
| 17-я воздушная армия                                                          | 1988    | ВВС КВО                                                   | КВО, Киев, УССР                                                                                 | 105-й уап 702-й уап 703-й уап 130-й уап 288-й уап                                                                               | Украина                         | Расформирована в 1992 году |
| 23-я воздушная Краснознамённая армия                                          | 1988    | ВВС ЗабВО                                                 | ЗабВО, Чита, РСФСР                                                                              | 30-я адиб 246-я иад 120-й иап 101-й орап 125-й орап 193-й орап 68-й овп                                                         | Россия                          | В июне 1998 года управление 23-й воздушной армии было расформировано |
| 24-я воздушная армия Резерва Главного Командования оперативного назначения    | 1980    | 2-й отдельный тяжёлый бомбардировочный авиационный корпус | ДА, Винница, УССР                                                                               | 32-я бад 56-я бад 138-я иад 118-й оап РЭБ 511-й орап 456-й гв. втап                                                             | Украина                         | В марте 1992 года управление 24-й воздушной армии было переформировано в управление ВВС Украины. Дислокация не изменилась |
| 26-я воздушная армия                                                          | 1988    | ВВС БелВО                                                 | БелВО, Минск, БССР                                                                              | 1-я гв. бад 95-я иад 206-й шап 378-й шап 379-й шап 10-й орап 50-й сап 65-й овп                                                  | Белоруссия                      | В июне 1992 года управление 26-й воздушной армии было переформировано в управление ВВС Белоруссии. В 2001 году управление ВВС Белоруссии и управление Войск ПВО Белоруссии были объединены. Дислокация не изменилась |
| 30-я воздушная армия Резерва Главного Командования                            | 1980    | 8-й отдельный тяжёлый бомбардировочный авиационный корпус | ДА, Иркутск, РСФСР                                                                              | 73-я тбад 79-я тбад 31-я тбад 55-я тбад 219-й драп                                                                              | Россия                          | В октябре 1994 года управление 30-й воздушной армии было расформировано |
| 34-я воздушная армия                                                          | 1988    | ВВС ЗакВО                                                 | ЗакВО, Тбилиси, ГССР                                                                            | 36-я бад 283-я иад 80-й ошап 313-й орап 882-й орап 325-й отвп 793-й отвп                                                        | —                               | В ноябре 1994 года управление 34-й воздушной армии было расформировано |
| 36-я воздушная армия                                                          | 1988    | ВВС ЮГВ                                                   | ЮГВ, Будапешт, Венгрия                                                                          | 11-я гв. иад 44-й бап 190-й апиб 328-й гв. орап                                                                                 | —                               | В ноябре 1994 года управление 34-й воздушной армии было расформировано |
| 37-я воздушная армия Резерва Главного Командования стратегического назначения | 1980    | Командование дальней авиации                              | ДА, Москва, РСФСР                                                                               | 106-я тбад 201-я тбад 271-й втап                                                                                                | Россия                          | В августе 2009 года управление 37-й воздушной армии было переформировано в Командование дальней авиации |
| 46-я воздушная армия ВГК СН                                                   | 1980    | 6-й отдельный тяжёлый бомбардировочный авиационный корпус | ДА, Смоленск, РСФСР                                                                             | 13-я тбад 15-я тбад 22-я тбад 326-я тбад 103-й втап 199-й гв. драп 290-й драп                                                   | Россия                          | В октябре 1994 года управление 46-й воздушной армии было расформировано |
| 49-я воздушная армия                                                          | 1988    | ВВС ТуркВО                                                | ТуркВО, Ташкент, УзССР                                                                          | 34-я адиб 115-й гв. иап 735-й бап 87-й орап                                                                                     | —                               | По одним данным в июне 1989 года управление 49-й воздушной армии было переформировано в 56-й смешанный авиационный корпус. По другим данным 49-я воздушная армия была объединена с 73-й воздушной армией, а в январе 1993 года управление 73-й воздушной армии было переформировано в управление ВВС Узбекистана                                                                              |
| 73-я воздушная армия                                                          | 1988    | ВВС САВО                                                  | САВО → ТуркВО, Алма-Ата, КазССР → Ташкент, УзССР                                                | 10-я иад 24-я адиб 149-й бап 905-й иап 39-й орап                                                                                | Казахстан Узбекистан            | По одним данным в июне 1989 года в составе 73-й воздушной армии был создан 56-й смешанный авиационный корпус, который в мае 1992 года стал основой для создания ВВС Казахстана. При этом в данный авиационный корпус входили 5 авиационных полков. По другим данным 56-й смешанный авиационный корпус был создан на основе 49-й воздушной армии                                               |
| 76-я воздушная Краснознамённая армия                                          | 1968    | ВВС ЛенВО                                                 | ЛенВО, Ленинград, РСФСР                                                                         | 67-й бап 98-й гв. орап 138-й осап 722-й бап                                                                                     | Россия                          | В июле 1998 года управление 76-й воздушной армии было слито с управлением 6-й отдельной армии ПВО с образованием 6-й армии ВВС и ПВО |

## Отдельные армии Войск ПВО
Полный список отдельных армий ПВО (11 объединений), существовавших в составе Войск ПВО СССР, в период с 1989 по 1991 годы.
В списке также указано объединение находившееся в подчинении Войск противоракетной и противокосмической обороны, которое создавалось и существовало в структуре Войск ПВО.
В связи с тем что с 1989 по 1991 годы в Войсках ПВО проходили переформирования соединений (дивизии становились корпусами, а корпуса — дивизиями), в таблице указывается более поздний состав в данный исторический промежуток.
- Примечание:

1. ПВО  — сокращение от ПротивоВоздушная Оборона;
2. ПРН  — предупреждение о ракетном нападении;
3. дПВО — дивизия противовоздушной обороны;
4. дПРН  — дивизия предупреждения о ракетном нападении;
5. дРКП  — дивизия разведки космического пространства;
6. кПВО — корпус противовоздушной обороны;
7. осап — отдельный смешанный авиационный полк;
8. овтап — отдельный военно-транспортный авиационный полк;
9. ортбр — отдельная радиотехническая бригада;
10. узрбр/узрп— учебная зенитно-ракетная бригада / учебный зенитно-ракетный полк.

| Армия ПВО (полное наименование)                                            | Создана | Предшественник            | Дислокация управления, 1989-1991         | Дивизии, корпуса, отдельные полки и бригады в составе армии       | 1992 год Переход под юрисдикцию | Переформирования, смена дислокации управления, состояние на 2018 |
| -------------------------------------------------------------------------- | ------- | ------------------------- | ---------------------------------------- | ----------------------------------------------------------------- | ------------------------------- | --- |
| 1-я Краснознамённая армия ПВО особого назначения                           | 1953    | —                         | Балашиха, Московская область, РСФСР      | 86-я дПВО 87-я дПВО 88-я дПВО 89-я дПВО 52-я ортбр                | Россия                          | В декабре 1994 года 1-я армия ПВО была переформирована в 1-й корпус ПВО в составе Московского округа ПВО. В 2009 году 1-й корпус ПВО был расформирован |
| 2-я отдельная Краснознамённая армия ПВО                                    | 1986    | 11-й корпус ПВО           | Минск, БССР                              | 11-й кПВО 28-й кПВО                                               | Белоруссия                      | В марте 1992 года 2-я отдельная армия ПВО в составе 11-го корпуса ПВО была переформирована в ПВО Белоруссии. Дислокация не изменилась |
| 3-я отдельная армия предупреждения о ракетном нападении особого назначения | 1977    | 1-я дивизия ПРН           | Солнечногорск, Московская область, РСФСР | 1-я дПРН 2-я дРКП                                                 | Россия                          | В 1992 году 3-я отдельная армия ПРН вошла в состав Военно-космических сил. В 1998 году 3-я отдельная армия ПРН была переформирована в 820-й главный центр предупреждения о ракетном нападении. Дислокация не изменилась |
| 4-я отдельная Краснознамённая армия ПВО                                    | 1962    | Уральская армия ПВО       | Свердловск, РСФСР                        | 28-я дПВО 90-я дПВО 91-я дПВО 845-й узрп 390-й осап               | Россия                          | В декабре 1994 года 4-я отдельная армия ПВО была переформирована в 5-й корпус ПВО. В мае 1998 года был переформирован в 5-й корпус ВВС и ПВО. В июне 2001 года переформирован в 5-ю армию ВВС и ПВО. В 2009 году переформирован в 8-ю бригаду воздушно-космической обороны. Дислокация не изменилась                             |
| 6-я отдельная Краснознамённая армия ПВО                                    | 1986    | 18-й корпус ПВО           | Ленинград, РСФСР                         | 14-я дПВО 27-й кПВО 54-й кПВО 498-я узрбр                         | Россия                          | В июле 1998 года 6-я отдельная армия ПВО была переформирована в 6-ю армию ВВС и ПВО. В 2009 году 6-я армия ВВС и ПВО переформирована во 1-е командование ВВС и ПВО. В августе 2015 года 16-я армия ВВС и ПВО была воссоздана. Дислокация не изменилась                                                                           |
| 8-я отдельная армия ПВО                                                    | 1962    | Киевская армия ПВО        | Киев, УССР                               | 49-й кПВО 60-й кПВО                                               | Украина                         | В июле 1992 года 8-я отдельная армия ПВО была расформирована |
| 10-я отдельная Краснознамённая армия ПВО                                   | 1960    | Северная армия ПВО        | Архангельск, РСФСР                       | 21-й кПВО 4-я дПВО 5-я дПВО 23-я дПВО                             | Россия                          | В декабре 1994 года 10-я отдельная армия ПВО была расформирована |
| 11-я отдельная Краснознамённая армия ПВО                                   | 1960    | Дальневосточная армия ПВО | Хабаровск, РСФСР                         | 8-й кПВО 23-й кПВО 72-й кПВО 25-я дПВО 29-я дПВО 167-й осап       | Россия                          | В марте 2009 года управление 11-й отдельной армии ПВО преобразовано в 3-е Командование ВВС и ПВО, с созданием 11-й и 12-й бригад воздушно-космической обороны. Дислокация не изменилась |
| 12-я отдельная армия ПВО                                                   | 1960    | 30-й отдельный корпус ПВО | Ташкент, УзССР                           | 37-й кПВО 15-я дПВО 17-я дПВО                                     | Узбекистан                      | В январе 1992 года 12-я отдельная армия ПВО была расформирована |
| 14-я отдельная армия ПВО                                                   | 1960    | Новосибирский корпус ПВО  | Новосибирск, РСФСР                       | 38-й кПВО 50-й гв. кПВО 56-й кПВО 22-я дПВО 94-я дПВО 197-й овтап | Россия                          | В мае 1998 года 14-я армия ПВО была объединена с 23-й воздушной армией и переименована в 14-ю армию ВВС и ПВО со сменой дислокации управления в Екатеринбург. В 2009 году 14-я армия ВВС и ПВО переформирована во 2-е командование ВВС и ПВО. В августе 2015 года 14-я армия ВВС и ПВО была воссоздана. Дислокация не изменилась |
| 19-я отдельная Краснознамённая армия ПВО                                   | 1986    | Бакинский округ ПВО       | Тбилиси, ГССР                            | 12-й кПВО 10-я дПВО 96-я дПВО 97-я дПВО                           | —                               | В октябре 1992 года 19-я отдельная армия ПВО была расформирована |

## Ракетные армии РВСН
Полный список ракетных армий (6 объединений), существовавших в составе РВСН СССР, в период с 1989 по 1991 годы.
- Примечание: рд  — сокращение от ракетная дивизия.

| Ракетная армия (полное наименование)                                                           | Создана | Предшественник                            | Дислокация управления, 1989-1991 | Дивизии в составе армии                                           | 1992 год Переход под юрисдикцию | Переформирования, смена дислокации управления, состояние на 2018 |
| ---------------------------------------------------------------------------------------------- | ------- | ----------------------------------------- | -------------------------------- | ----------------------------------------------------------------- | ------------------------------- | ---------------------------------------------------------------- |
| 27-я гвардейская ракетная Витебская Краснознамённая армия                                      | 1970    | 3-й отдельный гвардейский ракетный корпус | Владимир, РСФСР                  | 7-я гв. рд 8-я рд 10-я рд 14-я рд 28-я гв. рд 54-я гв. рд 60-я рд | Россия                          | Дислокация не изменилась                                         |
| 31-я ракетная армия                                                                            | 1970    | 18-й отдельный ракетный корпус            | Оренбург, РСФСР                  | 13-я рд 38-я рд 42-я рд 52-я рд 59-я рд                           | Россия                          | Дислокация не изменилась                                         |
| 33-я гвардейская ракетная Бериславско-Хинганская дважды Краснознамённая, ордена Суворова армия | 1970    | 7-й отдельный ракетный корпус             | Омск, РСФСР                      | 39-я гв. рд 41-я гв. рд 57-я рд 62-я рд 35-я рд                   | Россия                          | Дислокация не изменилась                                         |
| 43-я Краснознамённая ракетная армия                                                            | 1960    | 43-я воздушная армия дальней авиации      | Винница, УССР                    | 19-я рд 32-я рд 33-я рд 37-я рд 43-я рд 46-я рд 49-я рд 50-я рд   | Украина                         | В августе 2002 года 43-я ракетная армия была расформирована      |
| 50-я ракетная армия                                                                            | 1960    | 50-я воздушная армия дальней авиации      | Смоленск, РСФСР                  | 7-я гв. рд 24-я гв. рд 31-я гв. рд 32-я рд 49-я гв. рд 58-я рд    | —                               | В июне 1990 года 50-я ракетная армия была расформирована         |
| 53-я ракетная армия                                                                            | 1970    | 8-й отдельный ракетный корпус             | Чита, РСФСР                      | 4-я рд 27-я рд 47-я рд 23-я гв. рд 36-я гв. рд 39-я гв. рд        | Россия                          | В сентябре 2002 года 53-я ракетная армия была расформирована     |

## Список применяемых условных сокращений
Ниже приведены сокращения, которые не раскрыты в заглавиях разделов.
- АзССР — Азербайджанская Советская Социалистическая Республика;
- АрССР — Армянская Советская Социалистическая Республика;
- БелВО — Белорусский военный округ;
- БССР — Белорусская Советская Социалистическая Республика;
- ДА — Дальняя авиация;
- ДВО — Дальневосточный военный округ;
- ЗабВО — Забайкальский военный округ;
- ЗакВО — Закавказский военный округ;
- КазССР — Казахская Советская Социалистическая Республика;
- КАССР — Карельская Автономная Советская Социалистическая Республика;
- КВО — Киевский военный округ;
- ЛенВО — Ленинградский военный округ;
- МВО — Московский военный округ;
- МССР — Молдавская Советская Социалистическая Республика;
- ОдВО — Одесский военный округ;
- ПВО — Противовоздушная оборона;
- ПрибВО — Прибалтийский военный округ;
- ПрикВО — Прикарпатский военный округ;
- РСФСР — Российская Советская Федеративная Социалистическая Республика;
- САВО — Среднеазиатский военный округ;
- ТуркВО — Туркестанский военный округ;
- УССР — Украинская Советская Социалистическая Республика;
- УзССР — Узбекская Советская Социалистическая Республика;
- ЦГВ — Центральная группа войск;
- ЮГВ — Южная группа войск.